# Prairiana subta
Prairiana subta är en insektsart som beskrevs av Ball 1920. Prairiana subta ingår i släktet Prairiana och familjen dvärgstritar. Inga underarter finns listade i Catalogue of Life.